# ادی کلیف
ادی کلیف (انگلیسی: Eddie Cliff؛ زادهٔ ۳۰ سپتامبر ۱۹۵۱) بازیکن فوتبال اهل بریتانیا است.
از باشگاه‌هایی که در آن بازی کرده‌است می‌توان به باشگاه فوتبال ترانمره راورز، باشگاه فوتبال لینکولن سیتی، باشگاه فوتبال روچدیل، باشگاه فوتبال نوتس کانتی، و باشگاه فوتبال برنلی اشاره کرد.